# Atlas V
Atlas V je raketa nosilka za enkratno uporabo družine Atlas. Z njimi je prej operiralo letalsko podjetje Lockheed Martin, zdaj operira z njimi družba United Launch Alliance, ki je partnerstvo Lockheed Martina in Boeinga. Raketa Atlas V uporablja za prvo stopnjo ruski raketni motor RD-180, ki je manjša izpeljanka motorja RD-170. Drugo stopnjo - Centaur poganja ameriški raketni motor RL10 na tekoč vodik in tekoči kisik. RD AMROSS dobavlja motorje RD-180, Aerojet Rocketdyne pa RL10 in stranske potisnike »boosterje« na trdo gorivo, ki jih uporabljajo nekatere izpeljanke.
Po navadi ima tovor premer 4 ali 5 metrov različnih dolžin. Tudi tovore s premerom 7,2 metra in dolžino do 32,3 so namerevali izstreliti s to raketo.
Raketa ima skoraj popolno zgodovino izstrelitev, od 43 je bilo uspešnih 42 in ena delno uspešna. 15. junija 2007 se je zgornja stopnja Centaur ustavila 4 sekunde prehitro in postavila satelit v malo nižji tir.
Atlas V je najnovejši član v družin Atlas. V primerjavi z Atlas III je veliko novosti in drugačnih tehnologij:
1. uporabili so na novo razviti motor RD-180 z dvema zgorevalnima komorama in dvema potisnima zvoncema, gorivo je kerozin in tekoči kisik, ni več t. i. »1.5 stopnje»[4]
2. Premer glavne stopnje so povišali s 3,0 metrov na 3,8 metrov. Novo gorivo je potrebovalo večji tank za tekoči kisik
3. Tanki za prvo stopnjo ne uporabljajo več nerjavečega jekla za t. i. »balonsko« konstrukcijo. Tanki so zgrajeni iz izogridnega aluminija in so stabilni, ko niso pod tlakom
4. Uporaba aluminija, ki ima večjo termalno prevodnost kot nerjavno jeklo, potrebuje zato poliuretansko izolacijo za tank s tekočim kisikom

Atlas V je razvilo podjetje Lockheed Martin Commercial Launch Services, kot del zahteve VL ZDA (USAF) za EELV (Evolved Expendable Launch Vehicle). EELV pomeni nosilno plovilo za enkratno uporabo. Rakete izstreljujeo s Cape Canaverala na Floridi in letalsko/vesoljsko bazo Vandenberg. Lockheed Martin ponuja tudi raketo za komercialne izstrelitve.
Prvi Atlas V so izstrelili 21. avgusta 2002, vsi uspešni razen anomalije leta 2007. Osrednji motor CCB (Common Core Booster) poganja en motor RD-180, možno je pri straneh pritrditi 5 potisnikov (boosterjev) na trdo gorivo. CCB je 3,8 metra v premeru in 32,5 metra dolg. Uporablja 284.450 kilogramov propelanta, ki je kerozin (RP-1) in tekoči kisik. CBC deluje približno 4 minute in proizvaja 4 MN potiska (860.000 funtov). Če so uporabljeni dodatni potisniki na trdo gorivo, proizvaja vsak 1,27 MN (285.500 funtov) potiska 94 sekund in se potem loči od rakete.
Zgornjo stopnja Centaur uporablja kriogenična propelanta tekoči vodik in tekoči kisik. Poganja jo eden ali dva Aerojet Rocketdyne RL10A-4-2 motorja, vsak razvija 99,2 kN (22 300 funtov) potiska. INU (inertial navigation unit) ponuja inercialno navigacijo in kontrolira pritisk v tanku in pretok goriva. Motorji se lahko ponovno zaženejo, tako je možno "parkiranje" v NZO in potem čez nekaj časa zagon motorje v geostacionarno transferno orbito - GTO.
Leta 2013 je bila cena Atlasa V za istrelitev v GTO vključno z vsemi storitvami okrog 223 milijonov dolarjev.  Atlas V ni konkurenčen na komercialnem trgu, kjer so cene okrog 100 milijonov v GTO.
Atlas izstreljuje satelite v več orbit nizkozemeljsko, srednje zemeljsko, večina pa v geostacionarno.
Razmišljajo tudi o izstrelitvi verzije - Atlas V CTS (Crew Transportation System) s človeško posadko. 
Leta 2006 je ULA ponudila HLV verzijo (Heavy Lift Vehicle), ki bi znatno povečala tovor. Uporabljal bi 3 CBC skupaj in bi lahko dvignila 29 400 kg (64 816 funtov) v NZO. Okrog 95% delov za HLV je že letelo na Atlas V, kar bi zmanjšalo stroške razvoja.

## Karakteristike
- Funkcija: srednje težka nosilna raketa za enkratno uporabo
- Izdelovalec: United Launch Alliance (ULA)
- Država: ZDA
- Višina: 58,3 metrov (191 ft)
- Premer: 3,81 metrov (12,5 ft)
- Masa: 334 500 kilogramov (737 400 lb)
- Stopnje: 2
- Kapaciteta: v NZO 9 370–29 400 kg (20 650–64 820 lb); v GTO 4 750–13 000 kg (10 470–28 660 lb)
- Status: Aktivna
- Izstrelišča: Cape Canaveral SLC-41; Vandenberg SLC-3E
- Skupaj izstrelitev: 43 ;(401: 20, 411: 3, 421: 3, 431: 2); (501: 5, 521: 2, 531: 3, 541: 1, 551: 4)
- Uspešnih izstrelitev: 42 (1 delno uspešna)
- Prvi let: 21. avgust 2002
- Pomembni tovori: Mars Reconnaissance Orbiter; New Horizons; Lunar Reconnaissance Orbiter; Solar Dynamics Observatory; Boeing X-37B; Juno; Mars Science Laboratory

Dodatni potisniki(boosterji) (ne Heavy verzija) - Aerojet Rocketdyne
- Število: 1 do 5
- Motorji: en motor na trdo gorivo, potisk 1 270 kN (285 500 lbf)
- Specifični impulz: 275 sekund (2,70 km/s)
- Čas delovanja: 94 s
- Gorivo: trdno

Dodatni potisniki(boosterji) (Atlas V Heavy (5HX) (predlagana)) - Atlas CCB
- Število: 2
- Motorji: 1X RD-180 (2 zvonca)
- Potisk: 4 152 kN (933 406 lbf)
- Specifični impulz: 311 sekund (3,05 km/s)
- Čas delovanja: 253 s
- Gorivo: RP-1/LOX (kerozin in tekoči kisik)

Prva stopnja - Atlas CCB
- Motorji: 1X RD-180 (2 potisni šobi)
- Potisk: 4 152 kN (933 406 lbf)
- Specifični impulz: 311 sekund (3,05 km/s)
- Čas delovanja: 253 s
- Gorivo: RP-1/LOX (kerozin in tekoči kisik)

Druga stopnja (Atlas V XX1) - Centaur
- Motorji: 1X RL10A
- Potisk:99,2 kN (22 300 lbf)
- Specifični impulz: 451 sekund (4,42 km/s)
- Čas delovanja: 842 s
- Gorivo: LH2/LOX (tekoči vodik in tekoči kisik)

Druga stopnja (Atlas V XX2) - Centaur
- Motorji: 2X RL10A
- Potisk: 185 kN (41 600 lbf)
- Specifični impulz: 449 sekund (4,40 km/s)
- Čas delovanja:421 sekund
- Gorivo: LH2/LOX (tekoči vodik in tekoči kisik)